# Paul Annet Badel
Pour les articles homonymes, voir Badel.
Paul Annet Badel, né le 18 janvier 1900 à Paris et mort le 5 janvier 1985 à Genève, est un avocat et un homme d'affaires français. 

## Biographie

### Jeunesse et famille
Fils d’Élie John Alfred Badel, négociant, et de Fanny Farge, son épouse, Annet Paul Élie Badel naît à Paris en 1900.
Dans ses mémoires, le journaliste Robert Kanters raconte que Paul Annet Badel a eu pour maîtresse, vers 1940, l'actrice Lucette Desmoulins, après qu'elle a perdu son compagnon, le dessinateur Pol Rab. Divorcé de sa première femme Raymonde Marcel Poujol, Badel se remarie en 1942 avec l'actrice Gaby Sylvia, dont il divorce en 1958.

### Parcours
Paul Annet Badel a été le plus jeune avocat de France, en 1920. 
Président du club parisien de football du Club français, il est en poste lors de la victoire du club en Coupe de France 1931, lors du passage au statut professionnel en 1932. C'est Maurice Cochin, secrétaire du club, qui assure la charge de la gestion du club au quotidien. Badel prend la décision d'abandonner en décembre 1934. 
Pendant la guerre, il achète le théâtre du Vieux-Colombier et utilise la cave à partir de 1949 pour y créer un club de jazz, Le Vieux Colombier, où se produisent Sidney Bechet, Claude Luter, André Réwéliotty et Moustache, entre autres. Sur la Côte d'Azur, Annet Badel crée le Vieux-Colombier, un music-hall où se produisent les plus grandes vedettes des années 1950 et du début des années 1960.
En 1965, il est surnommé  « l'escroc aux six milliards », après la faillite de sa société, la SDA.
Poursuivi par le fisc après une dénonciation calomnieuse, Paul Annet Badel se réfugie en Suisse, pays dont il est aussi citoyen par son père. Il meurt à Genève en 1985, ruiné malgré la fortune qu'on lui suppose.

## Théâtre
- 1953 : Le Chemin de crête de Gabriel Marcel, mise en scène Paul Annet Badel, théâtre du Vieux-Colombier